# Премія «Магрітт» за найкращий оригінальний або адаптований сценарій
Премія «Магрітт» найкращий сценарій (фр. Magritte du meilleur scénario original ou adaptation) — одна з  кінематографічних нагород, що надається з 2011 року бельгійською Академією Андре Дельво в рамках національної кінопремії «Магрітт». Премію присуджують автору/авторам найкращого оригінального або адаптованого сценарію фільму, що став значним внеском у бельгійську кіноіндустрію. Лауреатом першої премії «Магрітт» за найкращий кіносценарій до фільму «Пан Ніхто» став у 2011 році Жако ван Дормель.

## Переможці та номінанти
Нижче наведено список лауреатів, що отримали цю премію, а також номінанти. Лауреатів виділено окремим кольором

### 2010-і
| Рік         | Назва українською           | Оригінальна назва               | Сценарист(и)                                              |
| ----------- | --------------------------- | ------------------------------- | --------------------------------------------------------- |
| 2010 (1-ша) | Пан Ніхто                   | Mr. Nobody                      | Жако ван Дормель                                          |
| 2010 (1-ша) | Барони                      | Les Barons                      | Набіль Бен Ядір, Лоран Бранденбургер, Себастьєн Фернандез |
| 2010 (1-ша) | Нелегал                     | Illégal                         | Олів'є Массе-Депасс                                       |
| 2010 (1-ша) | Приватні уроки              | Élève libre                     | Жоакім Лафосс та Франсуа Піро                             |
| 2011 (2-га) | Упертюх                     | Rundskop                        | Міхаель Р. Роскам                                         |
| 2011 (2-га) | Гіганти                     | Les Géants                      | Булі Ланнерс та Еліз Ансьон                               |
| 2011 (2-га) | Хлопчик з велосипедом       | Le Gamin au vélo                | Жан-П'єр та Люк Дарденни                                  |
| 2011 (2-га) | Закохані невротики          | Les Émotifs anonymes            | Філіп Бласбан                                             |
| 2012 (3-тя) | 38 свідків                  | 38 témoins                      | Люка Бельво                                               |
| 2012 (3-тя) | Мрець, що говорить          | Dead Man Talking                | Патрік Рідремонт                                          |
| 2012 (3-тя) | Дім на колесах              | Mobile Home                     | Франсуа Піро                                              |
| 2012 (3-тя) | Після кохання               | À perdre la raison              | Жоакім Лафосс                                             |
| 2013 (4-та) | Танго лібре                 | Tango libre                     | Філіп Бласбан та Енн Поліцевич                            |
| 2013 (4-та) | Малюк                       | Kid                             | Фін Трох                                                  |
| 2013 (4-та) | П'ятий сезон                | La Cinquième Saison             | Петер Бросенс та Джессіка Гоуп Вудворт                    |
| 2013 (4-та) | Віджай і я                  | Vijay and I                     | Філіп Бласбан та Сем Гарбарський                          |
| 2014 (5-та) | Не в його стилі             | Pas son genre                   | Люка Бельво                                               |
| 2014 (5-та) | Анрі                        | Henri                           | Йоланда Моро                                              |
| 2014 (5-та) | Марш                        | La Marche                       | Набіль Бен Ядір                                           |
| 2014 (5-та) | Два дні, одна ніч           | Deux jours, une nuit            | Жан-П'єр та Люк Дарденни                                  |
| 2015 (6-та) | Надновий заповіт            | Le Tout Nouveau Testament       | Жако ван Дормель та Томас Ганзіг                          |
| 2015 (6-та) | Алілуя                      | Alleluia                        | Фабріс дю Вельц та Венсан Тав'є                           |
| 2015 (6-та) | Я помер, але у мене є друзі | Je suis mort mais j'ai des amis | Гійом Маландрен та Стефан Маландрен                       |
| 2015 (6-та) | Упередження                 | Préjudice                       | Антуан Коуперс та Антуан Вотерс                           |
| 2016 (7-ма) | Смерть від смерті           | Je me tue à le dire             | Ксав'є Серон                                              |
| 2016 (7-ма) | Воротар                     | Keeper                          | Гійом Сене та Девід Ламберт                               |
| 2016 (7-ма) | Економіка пари              | L'Économie du couple            | Жоакім Лафосс                                             |
| 2016 (7-ма) | Перший, останній            | Les Premiers, les Derniers      | Булі Ланнерс                                              |
| 2017 (8-ма) | У Сирії                     | InSyriated                      | Філіпп ван Леу                                            |
| 2017 (8-ма) | З нами                      | Chez nous                       | Люка Бельво                                               |
| 2017 (8-ма) | Король бельгійців           | King of the Belgians            | Петер Бросенс, Джессіка Вудворт                           |
| 2017 (8-ма) | Весілля                     | Noces                           | Стефан Стрекер                                            |
| 2018 (9-та) | Дівчина                     | Girl                            | Лукас Донт та Анджело Тійссенс                            |
| 2018 (9-та) | Гіркі квіти                 | Bitter Flowers                  | Олів'є Мейс та Маартен Лойкс                              |
| 2018 (9-та) | Одного разу у Німеччині     | Es war einmal in Deutschland…   | Сем Гарбарскі                                             |
| 2018 (9-та) | Наші битви                  | Nos batailles                   | Гійом Сенез                                               |